# Derby Suisse
 (janvier 2019).
 (janvier 2019).
Le Derby Suisse est une course hippique de plat se déroulant au mois de juin sur l'Hippodrome de Frauenfeld à Frauenfeld, en Suisse.
C'est une course réservée aux chevaux de 3 ans.
Le Derby Suisse se court sur 2 400 mètres. L'allocation pour l'année 2007 est de 60 798 €.

## Palmarès depuis 2000
| Année | Cheval   | Jockey       |
| 2007  | Meshugah | Freddy Spanu |
| 2006  |          |              |
| 2005  |          |              |
| 2004  |          |              |
| 2003  |          |              |
| 2002  |          |              |
| 2001  |          |              |
| 2000  |          |              |